# Вакуум

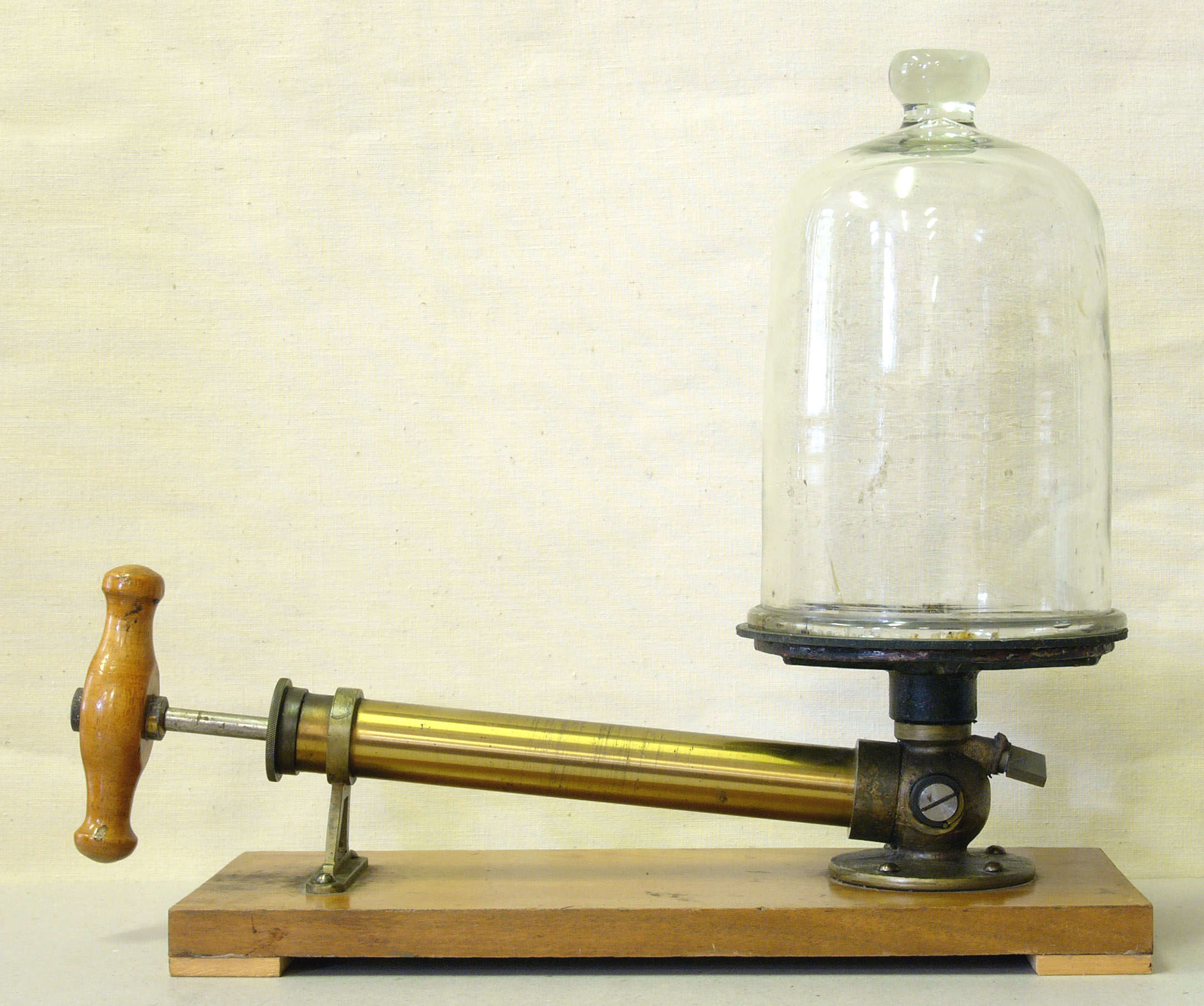
Скляна посудина із насосом для демонстрації вакууму

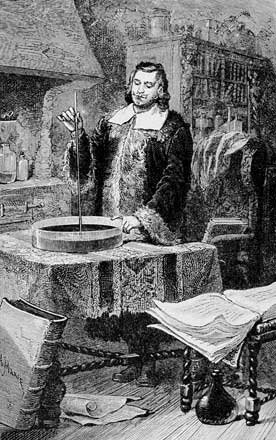
Торрічеллі під час досліджень з використанням ртутного барометра

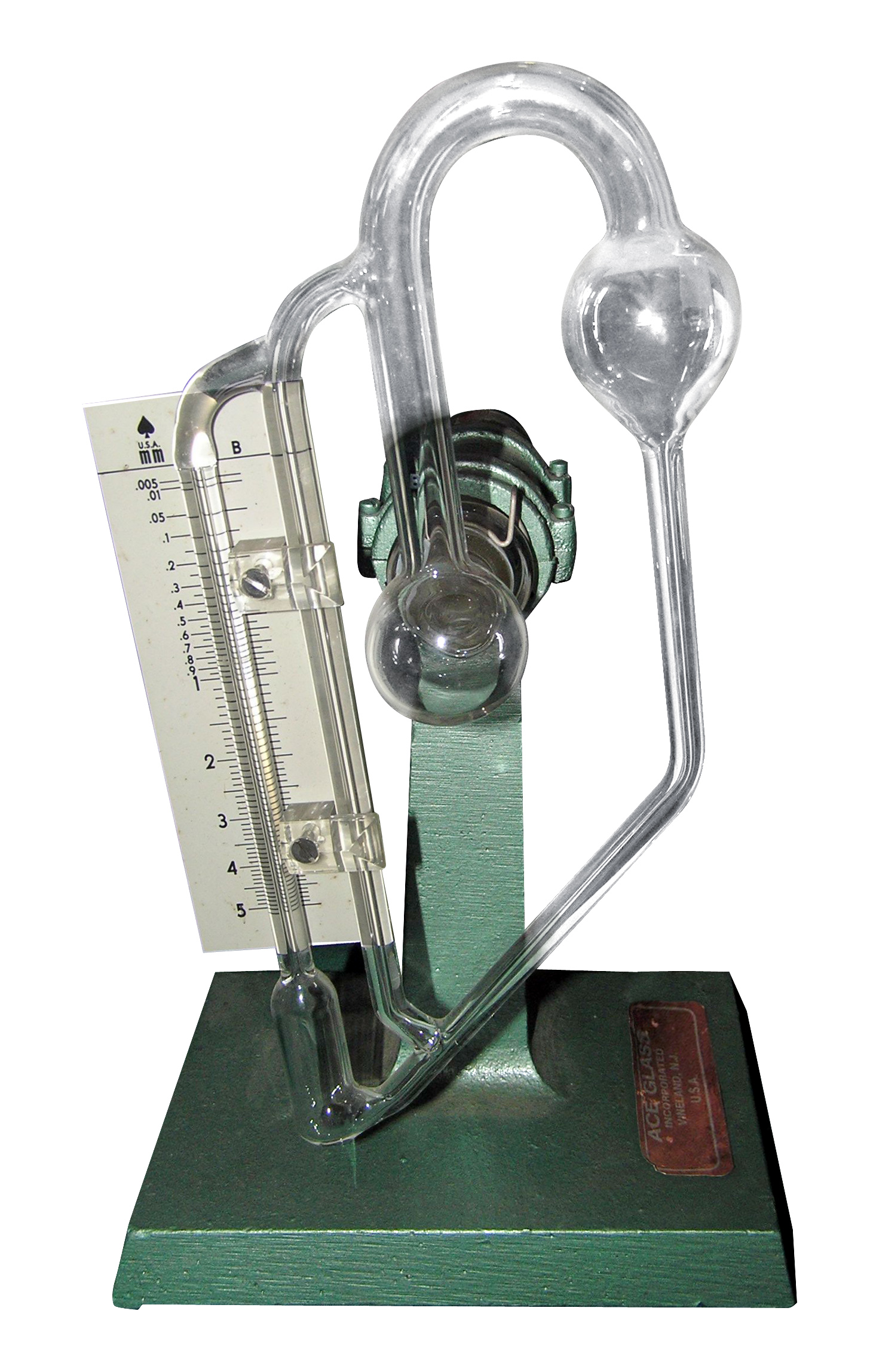
Компресійний манометр Мак-Леода

Ва́куум або порожня́ (англ. vacuum, нім. Vakuum, від лат. vacuus — порожній) — багатозначний фізичний термін, який у залежності від контексту може означати наступне:
- розріджений стан газу, тиск якого менший за атмосферний[3]. Такий вакуум ще називають частковим;
- ідеалізовану абстракцію, простір, у якому зовсім немає речовини. Такий вакуум називається ідеальним;
- фізичну систему без частинок і квантів поля. Це найнижчий стан квантової системи, при якому її енергія є мінімальною: це називають вакуумним станом. Згідно з принципом невизначеності, для такого вакууму певна частина фізичних величин не може бути точно визначеною.

З винаходом ламп розжарення та електровакуумних ламп на початку XX століття частковий вакуум став широко використовуватися в промисловості. У вакуумі проводиться значна кількість фізичних експериментів: відсутність повітря чи атмосфери іншого складу дозволяє нейтралізувати небажаний сторонній вплив на об'єкт дослідження. Інтерес до вивчення вакууму неабияк зріс після виходу людини в космос. Навколоземний та міжпланетний простори є дуже розрідженим газом, який можна характеризувати як вакуум.

## Історія
Дослідження вакууму розпочалися зі створення «торічелевої порожнечі» італійським фізиком Еванджеліста Торрічеллі в середині 17 століття. Для отримання безповітряного простору Торрічеллі заповнив ртуттю тонку склянну трубку із запаяним кінцем, а потім опустив трубку відкритим кінцем униз в посудину, куди могла витекти ртуть. Як наслідок витікання частини ртуті з трубки, ртуть у трубці опустилася, а над нею утворився порожній простір. Запропонований Торрічеллі принцип використовується у ртутних барометрах, оскільки рівень ртуті в трубці залишається таким, щоб зрівноважити атмосферний тиск.
Досліди Торрічеллі заперечили неправильне твердження Арістотеля про те, що природа боїться порожнечі (лат. horror vacui). Однак, прихильники ідеї Аристотеля у свою чергу заперечували, що, мабуть, простір над ртуттю заповнений якоюсь невидимою речовиною. У відповідь на ці заперечення Блез Паскаль продемонстрував, що рівень ртуті змінюється з висотою.
Перший вакуумний насос (поршневий циліндр з водяним защільненням) винайшов у 1654 Отто фон Ґеріке. Цей насос дозволив легко відкачувати повітря з герметичних ємкостей та експериментувати з вакуумом. Насос, який автор назвав лат. antlia pneumatica, був далеким від досконалості, однак з його допомогою Геріке зумів продемонструвати основні властивості вакууму. Саме за допомогою цього насоса проведено було знаменитий дослід з Магдебурзькими півкулями. Геріке створив також водяний барометр, аналогічний до ртутного барометра Торрічеллі, хоча через меншу густину води у порівнянні з ртуттю висота водяного стовпа, що зрівноважує тиск атмосфери була в 13,6 разів більшою — близько 10 метрів. Геріке вперше з'ясував, що вакуум не проводить звуку і що горіння у ньому припиняється.
У 1850 Август Теплер винайшов ртутно-поршневий насос, у 1855 Генріх Гайслер отримав за допомогою ртутного насоса тиск 0,01 торр, а у 1865 Германн Шпренгель створив насос, названий його іменем. Удосконалення конструкції насосів у середині 19 ст. відкрило шлях до створення вакуумних ламп.
У 1884 році італієць А. Маліньяні вперше застосував у виробництві ламп розжарення зв'язування залишкових газів парою фосфору і тим самим поклав початок застосуванню поглиначів, так званих гетерів.
У 1905 році молодий німецький фізик Вольфганг Геде робить винахід обертового ртутного вакуумного насоса. У 1906 році Джеймс Дьюар розробив спосіб отримання вакууму шляхом поглинання газів активованим вугіллям, яке охолоджувалось рідким азотом (кріосорбційний насос). Далі з'являються молекулярний (В. Геде, 1912) та дифузійний насоси (В. Геде, 1913).
Паралельно з розробкою вакуумних насосів створювалась техніка вимірювання низького тиску. Уже в 1874 році Г. Мак-Леодом було розроблено компресійний манометр, який суттєво розширював нижню межу вимірювання тиску рідинними манометрами. Далі у 1909 р. М. Пірані створює тепловий, а у 1916 р. О. Баклі іонізаційний манометри.

## Вакуум і тиск газу
Властивості газів при низькому тиску вивчаються у фізиці вакууму, що є розділом молекулярно-кінетичної теорії (МКТ) газів. Основою фізики вакууму є такі постулати:
- газ складається з окремих рухомих молекул;
- існує постійний розподіл молекул газу за швидкостями, тобто одну і ту ж швидкість має завжди однакова кількість молекул;
- при русі молекул газу немає переважних напрямків, тобто простір газових молекул є ізотропним;
- температура газу є величиною, пропорційною до середньої кінетичної енергії його молекул;
- при взаємодії з поверхнею твердого тіла молекула газу адсорбується. У випадку рівноваги між поверхнею і газовим середовищем, кожній адсорбованій молекулі відповідає одна десорбована молекула з протилежним напрямком вектора швидкості.

При тисках, близьких до атмосферного користуються кількісним визначенням вакууму як різниці атмосферного і абсолютного тисків. При абсолютному тиску, що відрізняється від атмосферного більше ніж на два порядки, ця різниця залишається практично постійною і не може служити кількісною характеристикою розрідженого газу. За цих умов вакуум кількісно визначають абсолютним тиском газу. При дуже малих тисках, які безпосередньо вже не можуть бути виміряні існуючими приладами, стан газу можна характеризувати лише кількістю молекул в одиниці об'єму, тобто молекулярною концентрацією газу.
На основі постулатів МКТ доведено, що тиск ідеального газу при постійній температурі на поверхню твердого тіла (за умов рівноваги між сорбцією і десорбцією молекул), пропорційний до густини (ρ) газу і квадрату швидкості (V) його молекул (одна з форм запису основного рівняння МКТ):
{\displaystyle p={\frac {1}{3}}\rho V^{2}}
Згадані умови рівноваги, використані при виведенні рівняння, не завжди виконуються. Прикладом є конденсуюча поверхня, з якої протягом тривалого часу перебігу адсорбції не відбувається десорбції молекул газу. Тіло, що вилетіло в космічний простір із земної атмосфери, в основному десорбує із своєї поверхні молекули газу. Кількістю ж молекул, що вдаряються об поверхню цього тіла, можна знехтувати. Для точного розрахунку тиску газу на поверхні твердого тіла потрібно знати співвідношення потоків молекул, спрямованих до і від поверхні тіла.

## Технічний вакуум
Технічним називають частковий вакуум, створений у земних умовах. Мірою ступеня розрідження вакууму служить співвідношення довжини вільного пробігу молекул газу {\displaystyle \lambda }, що є характеристикою інтенсивності їхніх взаємних зіткнень у газі та характерного лінійного розміру {\displaystyle d} посудини, у якій газ перебуває.
Розрізняють високий, середній і низький вакуум:
- високий вакуум — вакуум, при якому довжина вільного пробігу молекул газу перевищує лінійні розміри посудини, в якій міститься газ ({\displaystyle \lambda \gg d});
- середній вакуум — вакуум, у якому довжина вільного пробігу молекул газу і лінійні розміри посудини є сумірними величинами ({\displaystyle \lambda \simeq d});
- низький вакуум — якщо вільний пробіг молекул газу менший за лінійні розміри посудини ({\displaystyle \lambda \ll d}).

Високий вакуум в мікроскопічних порах деяких кристалів досягається вже при атмосферному тиску, оскільки діаметр пори є набагато меншим за довжину вільного пробігу молекули.
На практиці якість вакууму оцінюється по залишковому тиску. Високий вакуум відповідає тиску, нижчому за 10−3 мм рт.ст.(торр). Максимально високий вакуум, якого можна досягти в сучасних лабораторіях, має тиск 10−13 мм рт.ст.
Для порівняння, тиск у космосі є на декілька порядків нижчим, а у далекому ж космосі взагалі може сягати  10−16 мм рт.ст. і менше (відповідає концентрації 1 молекула на 1 см³).

### Вимірювання вакууму
Вакуум за величиною поділяється на діапазони відповідно до технологій, необхідних для його досягнення чи вимірювання. Ці діапазони не мають загальновизнаних визначень, а типовий розподіл має такий вигляд:
|                      | Тиск (мм рт.ст.)       | Тиск (Па)              |
| -------------------- | ---------------------- | ---------------------- |
| Атмосферний тиск     | 760                    | 1,013×10+5             |
| Низький вакуум       | від 760 до 25          | від 1×10+5 до 3×10+3   |
| Середній вакуум      | від 25 до 1×10−3       | від 3×10+3 до 1×10−1   |
| Високий вакуум       | від 1×10−3 до 1×10−9   | від 1×10−1 до 1×10−7   |
| Надвисокий вакуум    | від 1×10−9 до 1×10−12  | від 1×10−7 до 1×10−10  |
| Екстремальний вакуум | <1×10−12               | <1×10−10               |
| Космічний простір    | від 1×10−6 до <3×10−17 | від 1×10−4 до <3×10−15 |
| Абсолютний вакуум    | 0                      | 0                      |

Прилад для вимірювання вакууму носить назву «вакуумметр» (вакуум-манометр, електропорожнявомі́р).
Вакуумметри використовуються для вимірювання тисків в діапазоні від 760 до 10−13 мм рт. ст. (105…10−11 Па). Універсального методу вимірювань, що охоплює весь цей діапазон, не існує, тому використовуються різноманітні фізичні закономірності, пов'язані (прямо чи опосередковано) з тиском газу.

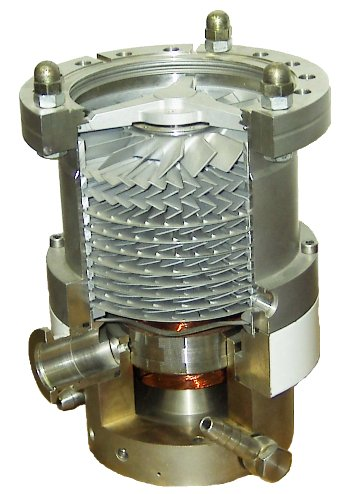
Турбомолекулярний насос для створення високого вакууму

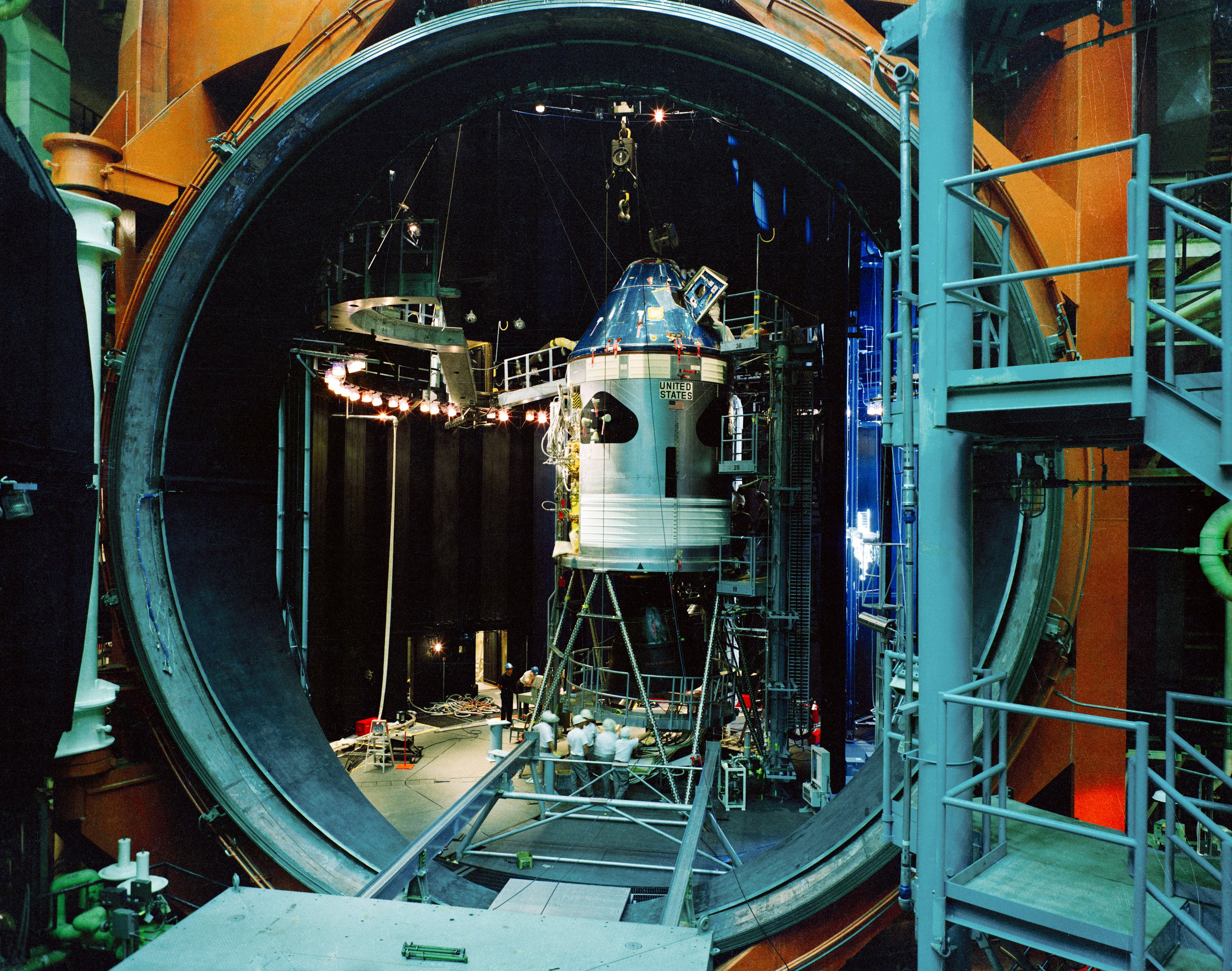
Велетенська вакуумна камера для випробувань космічних командних модулів в умовах вакууму

### Вакуумна техніка
Вакуумна техніка — технічні системи та елементи для одержання і підтримування вакууму, прикладна наука про них, техніка здійснення вакуумних вимірювань, а також розроблення, конструювання і застосування вакуумних пристроїв. Чільне місце серед знарядь вакуумної техніки займають вакуумні насоси різноманітної конструкції і принципу дії.
Основним інструментом для створення низького вакууму є об'ємний насос. Принцип його дії полягає у циклічному збільшенні та зменшенні об'єму газу в посудині. Під час фази збільшення об'єму, всмоктування, газ у посудині розширюється, заповнюючи додатковий об'єм, який потім відсікається і викидається.
Створення високого і надвисокого вакууму є складною технічною проблемою. Коли молекул газу у вакуумній камері мало, виникають проблеми, пов'язані із забрудненням камери молекулами мастила, недостатньої щільності прокладок, дегазації стінок посудини тощо.
Для отримання високого вакууму використовують дифузійні насоси. Принцип дії насосів цього типу ґрунтується на тому, що молекули газу не дифундують проти течії. Тому дифузійні насоси використовують струмінь для витягування молекул газу з вакуумної камери. Тиски, що забезпечуються дифузійними насосами становлять 2·10−6…3·10−7 мм рт. ст.
Дифузійні насоси у багатьох застосуваннях поступаються місцем турбомолекулярним насосам, принцип роботи яких базується на наданні молекулам газу, що відкачується додаткової швидкості у напрямі їх руху високошвидкісним обертовим ротором. Ротор складається з системи дисків. Вакуум, що отримується досягає величин порядку 10−10 мм рт. ст.
Насоси-уловлювачі дозволяють досягти ще вищого вакууму. Їхня дія може базуватися на різних фізичних та хімічних принципах: кріогенні насоси використовують низьку температуру, для конденсації газу в посудині, у хімічних насосах молекули газу зв'язуються хімічними речовинами або адсорбують на поверхні, в іонізаційних насосах газ у вакуумній камері йонізується і витягається за допомогою сильних електричних полів.
Реальні вакуумні установки складаються із комбінації насосів різного типу, кожен із яких виконує своє завдання і працює при різному ступені розрідження газу у вакуумній камері. До інструментів вакуумної техніки належать також різноманітні вимірювальні прилади, що використовуються для визначення якості створеного вакууму.

### Вакуумна технологія

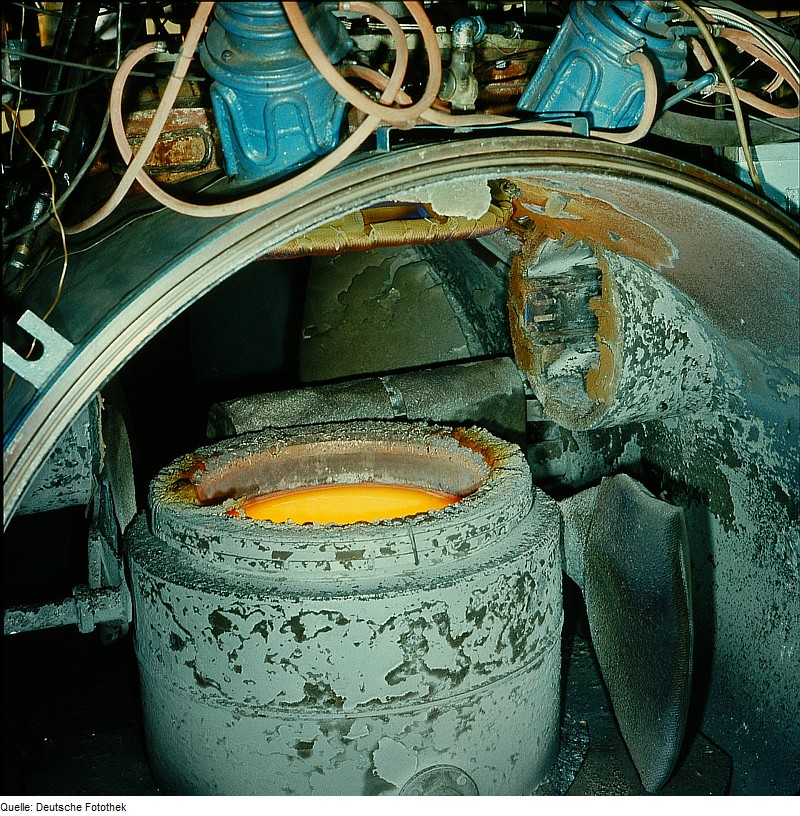
Вакуумна обробка розплаву металу з метою дегазації

Вакуумна технологія — поняття, що застосовується до всіх процесів і фізичних вимірювань, що проводяться у середовищі газу, який перебуває в умовах тиску, нижчого за атмосферний.
Ці процеси можуть проводитись у вакуумі з таких причин:
1. Видалення безпосередніх складових середовища, що можуть спричиняти фізичну чи хімічну реакцію протягом процесу (наприклад, окиснення): вакуумні лампи розжарення, вакуумна металургія тощо.
2. Порушення рівноважного стану, що існує за нормальних умов: видалення адсорбованого чи розчиненого газу або леткої рідини з об'єму речовини (наприклад, дегазація олій, сушіння сублімацією), десорбування газу з поверхонь, наприклад, очищення конструкційних елементів електровакуумних приладів (електровакуумних ламп, електронно-променевих трубок тощо) і вакуумного устаткування (лінійних прискорювачів, насосів тощо).
3. Збільшення відстані, на яку матеріальна частинка повинна переміститись, перш, ніж вона зіштовхнеться з іншою, що приведе до можливості руху частинок без зіткнень на шляху від джерела до адресата (приймача), наприклад, при виготовленні захисних, поглинальних чи відбивних покриттів, прискорювачах частинок, просвітленні оптики тощо.
4. Зменшення числа молекулярних зіткнень з поверхнями за технологічний час при формуванні моношару, завдяки чому зменшується ймовірність його забруднення, після очищення у вакуумі.

Крім ролі технологічного середовища вакуум у багатьох технологіях може використовуватись для створення розподілених контрольованих зусиль, наприклад, у вакуумних захопниках маніпуляторів, при вакуумному формуванні виробів з пластику, при вирішенні задач транспортування трубопроводами тощо.
В харчовій промисловості вакуум використовують для створення умов довготривалого зберігання та консервування харчових продуктів. В медицині вакуум застосовують для збереження гормонів, лікувальних сироваток, вітамінів, при отриманні антибіотиків, анатомічних та бактеріологічних препаратів.

## Фізичний вакуум
Фізичним вакуумом називають ідеалізоване поняття простору, в якому немає частинок. Експериментально такого стану досягнути неможливо, окремі атоми і йони є навіть у надзвичайно розрідженому міжгалактичному просторі. Абстрактне поняття фізичного вакууму використовується, наприклад, для означення швидкості світла, як швидкості розповсюдження електромагнітної взаємодії у порожнечі без жодних частинок.
Навіть якби вдалося вилучити з якоїсь лабораторної посудини всі частинки, простір між стінками залишився б заповненим електромагнітними хвилями, хоча би внаслідок теплового випромінювання стінок посудини. У космічному просторі існує реліктове випромінювання. Не існує способу ізолювати лабораторну установку від гравітаційного поля та його гіпотетичних носіїв гравітонів.
Однак, у теоретичних побудовах можна абстрагуватися від перелічених факторів, і розглядати властивості порожнього простору.
Хоча може скластися враження, що порожній простір є найпростішою фізичною системою, насправді це не так. Розвиток квантової механіки показав, що вакуум є складним фізичним об'єктом, властивості якого ще не зовсім зрозумілі. По-перше, вакуум, мабуть, заповнений нульовими коливаннями електромагнітного поля. Квантами електромагнітного поля є фотони, частинки що належать до бозонів. Хвильові функції бозонів у найнижчому стані не дорівнюють нулю. При квантуванні поля бозонів, вони розглядаються як гармонічні осцилятори. В основному стані бозони мають не тільки відмінну від нуля хвильову функцію, а й ненульову енергію. Тож, вакуум заповнений нульовими коливаннями різних мод електромагнітного та інших бозонних полів з усіма можливими хвильовими векторами, напрямками розповсюдження та поляризаціями. Кожна з цих мод має енергію {\displaystyle {\frac {1}{2}}\hbar \omega }, де {\displaystyle \hbar } — зведена стала Планка, а {\displaystyle \omega } — циклічна частота. Це породжує проблему енергії вакууму, оскільки таких мод нескінченно багато, й сумарна енергія вакууму має бути нескінченною. Однак, фізичні експерименти, зокрема Лембів зсув та ефект Казимира свідчать про те, що нульові коливання електромагнітного поля — реальність, і, що вони можуть взаємодіяти з іншими фізичними об'єктами.
Інша ідея, яка ще більше ускладнює розуміння вакууму, пов'язана з рівнянням Дірака, що описує квантову частинку, зокрема електрон. Рівняння Дірака для вільного електрона має чотири розв'язки, два з них — із від'ємною енергією. Поль Дірак показав, що за допомогою операції зарядового спряження ці розв'язки можна трактувати, як розв'язки з додатною енергією, але для частинки з протилежним, позитивним, зарядом, тобто античастинки електрона. Така античастинка була виявлена експериментально й отримала назву позитрона.
Трактування Дірака схоже на теорію напівпровідників: частинки, електрони, аналогічні електронам провідності, тоді як античастинки, позитрони, аналогічні діркам. В основному стані, що відповідає вакууму, всі енергетичні стани з від'ємною енергією, заповнені, а позитрон відповідає незаповненому станові.
При розгляді взаємодій між частинками в квантовій електродинаміці часто необхідно враховувати можливість утворення з вакууму віртуальних електрон-позитронних пар.